# Žygimantas Kaributaitis

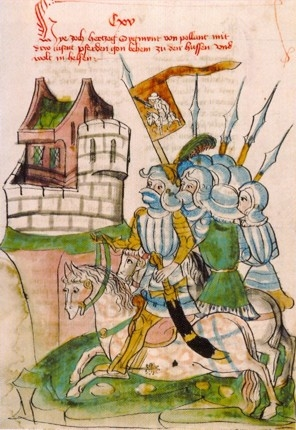
Herzog Žygimantas Kaributaitis und seine Truppen mit dem litauischen Wappen in Prag, 15. Jahrhundert

Žygimantas Kaributaitis (* 1395; † September 1435) war ein litauischer Herzog aus der Gediminas-Dynastie, der Sohn des Kaributas und der Enkel des litauischen Großherzogs Algirdas.

## Leben
Nachdem die böhmischen Hussiten 1422 dem litauischen Großherzog Vytautas dem Großen oder König Jogaila von Polen den Thron des böhmischen Königs angeboten hatten, schickte Vytautas der Große seinen Stellvertreter Žygimantas Kaributaitis mit 5000–7000 Freiwilligen nach Prag.
Nach der Machtergreifung in Königreich Böhmen erhielt Žygimantas Kaributaitis die Unterstützung von Jan Žižka, dem Führer der radikalen Hussiten, und erklärte Kaiser Sigismund von Luxemburg, dem Anwärter auf den böhmischen Thron, den Krieg. Jogaila und Vytautas der Große nutzten dies aus und erklärten 1422 dem Verbündeten des Kaisers, dem Deutschen Orden, den Krieg.
Nach seiner Rückkehr nach Litauen unterstützte er Švitrigaila, einen Anhänger des Deutschen Ordens, in seinen Kampf um den Thron des Großherzogs von Litauen mit Žygimantas Kęstutaitis und mit Polen. Er wurde während der Schlacht von Pabaiskas am 1. September 1435 verletzt und starb bald darauf unter ungeklärten Umständen in Gefangenschaft.